# Zapperbørn
Zapperbørn er et begreb som er inspireret af TV'ets fjernbetjening, hvor man zapper gennem kanalerne for at finde noget interessant. Når dét, man så finder, begynder at kede én, zapper man videre.
Zapperbørn har det næsten lige sådan i forhold til hverdagen. De kan ikke fordybe sig i en ting – bestandigt løsrives de af andre inputs og når aldrig til mere end en overfladisk oplevelse. De laver gerne flere ting på én gang – halvhjertet – og er meget krævende med hensyn til materielle ting og stimulation. Disse børn kaldes også surferbørn.
Det diskuteres, hvilke faktorer der gør børn til zapperbørn.